# Миколаївський район (Львівська область)
Миколаївський райо́н — колишній район України у центрі Львівської області південніше від Львова. Районний та адміністративний центр — місто районного значення Миколаїв. Населення становить 63 147 осіб (на 1 серпня 2013). Площа району — 675 км², що становить 3,09 % території Львівської області.

## Географія

### Розташування
Миколаївський район розташований у південно-східній частині Львівської області і межує на півночі з Пустомитівським, північному сході — з Перемишлянським, сході і південному сході — з Жидачівським, півдні — Стрийським, заході — Дрогобицьким та Городоцьким районами.
Крайня північна точка Миколаївського району — с. Тернопілля (49°33'31 пн.ш.), південна — перетин р. Колодниця (р. Нежурівка) і х. Сухого (49°14'57 пн.ш.), східна — майже посередині між селами Горішнє і Тужанівці (24°15'37 сх.д.) і західна — недалеко від місця впадіння р. Верещиця у р. Дністер (23°44'48сх.д.). Протяжність району із заходу на схід 0°30'49 (36,5 км), з півночі на південь — 0°18'34 (34,5 км).

### Корисні копалини
Район багатий різноманітними корисними копалинами. Серед них слід відзначити наявність на східних околицях м. Миколаєва великих товщ літотамнієвих вапняків, які є сировиною для виробництва цементу і випалювання вапна. Важливе промислове значення мають також мергелі, кварцові та глауконітові піски, що поширені на північному сході району.
У долині річки Дністер залягають глини, які використовуються для виготовлення цегли і цементу. За останні роки глини розвідані по всій західній території району. Найбільш перспективними є ділянки Задорожний і Заклад, які знаходяться на північний захід від міста Миколаєва.
Гравійні відклади і піски поширені в долинах річок і використовуються для доріг та в будівельній промисловості. У заплавах річок є великі поклади торфу, які ще не розвідані в повній мірі і розробляються тільки окремими господарствами.
Поклади самородної сірки відкриті в селищі Розділ у 1951 році. Дане родовище приурочене до заплави і високих надзаплавних терас Дністра. Річка Дністер протікає на відстані 0,8-0,9 км від південної частини родовища. Сірки в руді в середньому 18—28 %. Велике значення має те, що сірчана руда залягає неглибоко, і це створює вигідні умови для експлуатації родовища кар'єрним способом, економічна ефективність якого в 4—6 разів більша, ніж шахтного.
Родовище вапняків та будівельних пісків розташоване на північно-східній окраїні міста Миколаєва. Літотамнієві вапняки нижньотортонського віку залягають під пісками і пісковиками. Запаси вапняків близько 6 тис. м³, пісків — 27665 тис. м³, пісковиків — 951 тис. м³.
Добрянське родовище тортонських вапняків має потужність від 13,5 до 22,8 м, знаходиться південніше села Добряни. Веринське родовище вапняків нижньотортонського віку знаходиться на лівому березі Дністра в 1 км на північний захід від села Верин. Вони є світло-сірі і білі, їх потужність — 8—11 м, запаси — 764 тис. м³.
Демнянське родовище вапняків знаходиться за 5 км північніше Миколаєва і складається з двох ділянок. Перспективнішою є північна ділянка з запасами 27,3 млн м³, а південної — запаси близько 6 млн м³.
На північній окраїні с. Крупське теж є родовище вапняків.
Розвадівське родовище вапняків знаходиться в таких місцях:
1. за 2-х км на північний схід від залізничної станції Миколаїв-Дністровський (с. Розвадів) — запаси 2326 тис. т
2. південніше с. Радів на 0,5-0,6 км — запаси 23 145 тис. т
3. 0,8 км на схід від с. Радів — запаси 25 140 тис. т
4. за 1 км на південний схід від Миколаєва, безпосередньо біля с. Радів — запаси 13 217 тис. т

Літотамнієві вапняки нижньотортонського віку, жовтувато-сірі, тонкоплиточні запасами понад 300 тис. м³ є за 0,5 км на захід від села Красів.
Розвадівське родовище пісків розташоване за 1,5 км на північний захід від с. Розвадів і за 2 км у цьому ж напрямку від залізничної станції Миколаїв-Дністровський.
Запаси природного газу знайдені біля с. Велика Горожанна.

### Природно-заповідний фонд

#### Ботанічні заказники
- Надітичі.

#### Ландшафтні заказники
- Стариці Дністра (загальнодержавного значення), Кошів.

#### Заповідні урочища
- Роздільське.

#### Ботанічні пам'ятки природи
- Віковий дуб, Дендрарій «Радів».

#### Геологічні пам'ятки природи
- Відслонення тортонських пісковиків із скупченням викопної тортонської фауни, Скеля з трьома печерами.
- Урочище Прийма

#### Комплексні пам'ятки природи
- Стільська.

#### Парки-пам'ятки садово-паркового мистецтва
- Парк санаторію «Розділ», Парк XVIII ст. (с. Заклад).

#### Регіональні ландшафтні парки
- Стільське Горбогір'я.

## Історія
Утворений 17 січня 1940 р. з сільських гмін Миколаїв над Дністром і Розділ та міських гмін Миколаїв і Розділ скасованого Жидачівського повіту Дрогобицької області.

## Адміністративний устрій
Адміністративно-територіально район поділяється на 1 міську раду, 1 селищну раду та 26 сільських рад, які об'єднують 108 населених пунктів і підпорядковані Миколаївській районній раді. Адміністративний центр — місто Миколаїв.

## Транспорт
Через район з півночі на південь пролягає автострада міжнародного значення: E471 Львів-Стрий-Ужгород-Чоп та Львів-Стрий-Чернівці. Проходить також електрифікована залізнична магістраль Львів-Стрий-Чоп.

## Населення
Розподіл населення за віком та статтю (2001):
| Стать | Всього | До 15 років | 15-24 | 25-44  | 45-64  | 65-85 | Понад 85 |
| --- | ------ | ----------- | ----- | ------ | ------ | ----- | -------- |
| Чоловіки | 45 354 | 9834        | 7826  | 14 503 | 9080   | 3942  | 169      |
| Жінки | 49 148 | 9709        | 7272  | 14 255 | 10 532 | 6882  | 498      |
| \| Статево-вікова піраміда \| Статево-вікова піраміда \| Статево-вікова піраміда \| \| ----------------------- \| ----------------------- \| ----------------------- \| \| Чоловіки \| Вік \| Жінки \| \| 169 \| 85 + \| 498 \| \| 242 \| 80-84 \| 669 \| \| 608 \| 75-79 \| 1572 \| \| 1337 \| 70-74 \| 2242 \| \| 1755 \| 65-69 \| 2399 \| \| 2115 \| 60-64 \| 2700 \| \| 1686 \| 55-59 \| 2038 \| \| 2376 \| 50-54 \| 2668 \| \| 2903 \| 45-49 \| 3126 \| \| 4019 \| 40-44 \| 4085 \| \| 3628 \| 35-39 \| 3642 \| \| 3417 \| 30-34 \| 3314 \| \| 3439 \| 25-29 \| 3214 \| \| 3703 \| 20-24 \| 3339 \| \| 4123 \| 15-20 \| 3933 \| \| 4038 \| 10-14 \| 3993 \| \| 3340 \| 5-9 \| 3261 \| \| 2456 \| 0-4 \| 2455 \| |        |             |       |        |        |       |          |
| Статево-вікова піраміда |        |             |       |        |        |       |          |
| Чоловіки | Вік    | Жінки       |       |        |        |       |          |
| 169 | 85 +   | 498         |       |        |        |       |          |
| 242 | 80-84  | 669         |       |        |        |       |          |
| 608 | 75-79  | 1572        |       |        |        |       |          |
| 1337 | 70-74  | 2242        |       |        |        |       |          |
| 1755 | 65-69  | 2399        |       |        |        |       |          |
| 2115 | 60-64  | 2700        |       |        |        |       |          |
| 1686 | 55-59  | 2038        |       |        |        |       |          |
| 2376 | 50-54  | 2668        |       |        |        |       |          |
| 2903 | 45-49  | 3126        |       |        |        |       |          |
| 4019 | 40-44  | 4085        |       |        |        |       |          |
| 3628 | 35-39  | 3642        |       |        |        |       |          |
| 3417 | 30-34  | 3314        |       |        |        |       |          |
| 3439 | 25-29  | 3214        |       |        |        |       |          |
| 3703 | 20-24  | 3339        |       |        |        |       |          |
| 4123 | 15-20  | 3933        |       |        |        |       |          |
| 4038 | 10-14  | 3993        |       |        |        |       |          |
| 3340 | 5-9    | 3261        |       |        |        |       |          |
| 2456 | 0-4    | 2455        |       |        |        |       |          |

Національний склад району станом на 2001 р.:
| національність | кількість осіб | %     |
| -------------- | -------------- | ----- |
| українці       | 92 679         | 98,07 |
| росіяни        | 1 403          | 1,48  |
| поляки         | 133            | 0,14  |
| білоруси       | 88             | 0,09  |
| цигани         | 23             | 0,02  |
| молдовани      | 20             | 0,02  |
| угорці         | 16             | 0,02  |
| євреї          | 14             | 0,02  |
| німці          | 14             | 0,02  |
| вірмени        | 11             | 0,01  |
| татари         | 11             | 0,01  |
| болгари        | 10             | 0,01  |
| інші           | 84             | 0,09  |
| всього         | 94 506         | 100   |

Населення 63,3 тис.чол, міського — 17,5 тис. осіб, сільського — 45,8 тис. осіб. Щільність населення 93,7 осіб/км².

## Політика
25 травня 2014 року відбулися Президентські вибори України. У межах Миколаївського району було створено 63 виборчі дільниці. Явка на виборах складала — 78,50 % (проголосували 39 422 із 50 222 виборців). Найбільшу кількість голосів отримав Петро Порошенко — 70,87 % (27 939 виборців); Юлія Тимошенко — 12,77 % (5 034 виборців), Олег Ляшко — 6,47 % (2 550 виборців), Анатолій Гриценко — 4,72 % (1 859 виборців). Решта кандидатів набрали меншу кількість голосів. Кількість недійсних або зіпсованих бюлетенів — 0,78 %.